# L'Île enchantée (ballet)
Pour l’article homonyme, voir L'Île enchantée.
L'Île enchantée (orthographié L'Île Enchantée dans son titre originel en anglais) est un ballet achevé en 1864 par Arthur Sullivan ; il fut écrit comme un divertissement à la fin de l'opéra La sonnambula de Vincenzo Bellini pour une représentation à Covent Garden. Elle fut chorégraphiée par le danseur et chorégraphe français Henri Desplaces.

## Contexte et historique
Arthur Sullivan était alors organiste officiel au Royal Italian Opera de Covent Garden, précurseur du Royal Opera House, sous la direction de Sir Michael Costa. Il avait fait sensation en 1862 au Crystal Palace avec sa musique de scène de La Tempête de William Shakespeare.
À l'époque victorienne, et selon le modèle de l'Opéra de Paris, il était d'usage pour les compagnies, lorsqu'elles exécutaient un opéra un peu court (généralement moins d'une heure et demie), d'intégrer un court ballet en supplément, comme pièce maîtresse du programme. Comme Sullivan y était l'organiste attitré, l'Opéra royal italien lui a demandé de composer un ballet pour suivre sa production de La sonnambula avec Adelina Patti ; ainsi la deuxième grande composition dans la carrière de compositeur de Sullivan est devenue L'Île enchantée.
Il a été créé le 16 mai 1864, juste après le 22e anniversaire du compositeur, et a bénéficié de 13 représentations au total, également après Alessandro Stradella (von Flotow), Otello (Rossini), La Fille du régiment et L'elisir d'amore (Donizetti) et La traviata (Verdi), et il fut présenté en concert au Crystal Palace en 1865.
Le chorégraphe Desplaces a notamment dansé le rôle du marin (Mariner). Mlle Salvioni était la Reine des Fées, accompagnée d'autres danseurs notables de l'époque, dont Mlle Carmine, Mlle Navarre, Mlle Assunta et M. W. H. Payne. Le premier scénographe était William Beverley.
Le ballet se compose de treize numéros différents qui se décomposent en un total d'environ 30 sections mélodiques indépendantes. 
Une critique de The Orchestra datée du 21 mai 1864 qualifiait la musique de « particulièrement pittoresque et belle ». Après trois ans, la partition dédicacée fut perdue, néanmoins les parties de l'orchestre qui ont survécu ont permis une reconstruction fidèle de la pièce. Des parties de la musique du ballet furent réutilisées dans plusieurs des œuvres ultérieures de Sullivan, dont Thespis (1871), Le Marchand de Venise (1871), Les Joyeuses Commères de Windsor (musique de scène ; 1874), Macbeth (1888) et son autre ballet Victoria and Merrie England (1897).

## Action
Sur le rivage de la mer, les satyres entrent et réveillent les nymphes endormies. Une tempête effraie les fées et emporte sur le rivage un marin épuisé et naufragé. Il se réveille et se retrouve sur une île dont les habitants sont des créatures mythiques. Il est enchanté par La Reine des Fées, qui l'emmène à la féerie magique de la tonnelle. Le marin rencontre d'autres nymphes qui testent sa fidélité. Après des scènes de jalousie impliquant les anciens amants des personnages, la Reine des Fées et le marin tombent amoureux, laissant derrière eux les amants abandonnés. La Reine des Fées et le marin s'embrassent enfin, transformant la Reine des Fées en mortelle, et elle lui donne la main.

## Scènes
- Prélude
- Danse des Nymphes et des Satyres - Pas de Châles
- Galop
- Tempête - Entrée des Gnomes - Entrée de la Reine des Fées
- Pas de deux
- Mazurka - Variation
- Scène des disparitions
- Tempo di valse - Variations pour Mlle Carmine
- Pas de trois (d'après la Variation de Mlle Carmine)
- Scène de jalousie
- Finale